# Gribskovbanen
Gribskovbanen er navnet på jernbanestrækningerne Hillerød-Kagerup-Græsted-Gilleleje/Kagerup-Helsinge-Tisvildeleje. Banen åbnede i forskellige etaper. Første gang til Kagerup i 1880, hvor den oprindeligt fungerede til transport af tømmer fra Gribskov. Siden blev den udvidet til Græsted og Gilleleje i 1896, derefter til Helsinge i 1897 og til sidst til Tisvildeleje i 1924.
Gribskovbanen kaldes i folkemunde for "Grisen", et øgenavn, der muligvis stammer tilbage fra 1880'erne. Formentlig på grund af den korte strækning. Det første dokumenterde brug af navnet "Grisen" om Gribskovbanen var i 1907 i en artikel i Frederiksborg Amts Avis. 
Oprindeligt var banen ejet af tre forskellige selskaber, A/S Gribskovbanens Drifts-Selskab, A/S Kagerup-Helsinge Jernbaneselskab og A/S Helsinge-Tisvildeleje Banen, hvoraf de to sidstnævnte havde forpagtet de fulde driftsherrerettigheder til A/S Gribskovbanens Drifts-Selskab. De tre selskaber blev 1. januar 1945 sammensluttet til A/S Gribskovbanen .
Strækningerne drives i dag af Lokaltog. Kørslen Hillerød-Gilleleje er siden december 2010 indgået i R-Nettet som linje 950R (indtil 2017 linje 940R sammen med Hornbækbanen Hillerød-Gilleleje-Helsingør) og Hillerød-Tisvildeleje som linje 960R. Togene til og fra Gilleleje fortsætter ad Hornbækbanen til og fra Helsingør.

## Fakta
Hillerød – Græsted 20. januar 1880.
- Længde: 19,7 km
- Sporvidde: 1435 mm
- Stationsbygningerne er tegnet af Heinrich Wenck.

Græsted – Gilleleje 14. maj 1896.
- Længde: 6,2 km
- Sporvidde: 1435 mm
- Stationsbygningerne er tegnet af Heinrich Wenck.

Kagerup – Helsinge 16. juni 1897.
- Længde: 6,0 km
- Sporvidde: 1435 mm
- Stationsbygningerne er tegnet af Thomas Arboe.

Helsinge – Tisvildeleje 18. juli 1924.
- Længde: 10,1 km
- Sporvidde: 1435 mm
- Stationerne er tegnet af Carl Lundquist.

## Stationer
- Hillerød
- Slotspavillonen
- Kildeport (nedlagt 1999)
- Gribsø(X)
- Kagerup(X)

### Linje 960R – Tisvildeleje
- Duemose(X)
- Høbjerg (nedlagt 1992; åbnet 1897 som Høbjerg Hegn)
- Helsinge
- Troldebakkerne(X) (åbnet 12. december 2021)[4]
- Laugø (nedlagt december 2021; åbnet 1931)
- Ørby(X)
- Vejby
- Holløse(X) (åbnet 1925 som erstatning for Tibirke)
- Godhavn(X) (åbnet 1925 som erstatning for Tibirke)
- Tisvildeleje

### Linje 950R - Gilleleje
- Storkevad (nedlagt 1992; åbnet 1897)
- Mårum(X)
- Saltrup(X)
- Vokstrup (nedlagt 1971; åbnet 1931)
- Græsted Syd (tidligere Pibemose; åbnet 1971)
- Græsted
- Pårup(X)
- Fjellenstrup(X) (åbnet 1982)
- Gilleleje

(X): Standser kun efter behov

## Ekstern henvisning
- Lokaltog
- Gribskov Kommune infoside

56°00′N 12°17′Ø / 56.000°N 12.283°Ø
| Jernbane | Spire Denne jernbaneartikel er en spire som bør udbygges. Du er velkommen til at hjælpe Wikipedia ved at udvide den. |